# Srinjine
Srinjine su naselje u sastavu Grada Splita u Splitsko-dalmatinskoj županiji. Naselje se nalazi sjeverozapadno od Tugara i jugoistočno od Donjeg Sitnog, Žrnovnice i Splita.
Naselje se nalazi u dolini Poljici, između brda Peruna i planine Mosora. Srinjine se sastoje od zaseoka: Mužinić, Umac, Dračje i Tvrčići. Kroz naselje protječe potok Vilar, lijevi pritok Žrnovnice.
Sa Splitom su povezane redovnom gradskom autobusnom linijom br. 29 (i u prolazu linija 68).

## Stanovništvo
Prema popisu stanovništva 2011. godine, Srinjine imaju 1.201 stanovnika. Apsolutnu većinu stanovnika čine Hrvati katolici.

| broj stanovnika | 409   | 491   | 314   | 382   | 458   | 440   | 767   | 908   | 789   | 1040  | 1100  | 892   | 951   | 1232  | 1354  | 1201  | 1199  |
|                 | 1857. | 1869. | 1880. | 1890. | 1900. | 1910. | 1921. | 1931. | 1948. | 1953. | 1961. | 1971. | 1981. | 1991. | 2001. | 2011. | 2021. |

## Crkve
Srinjine pripadaju Župi Porođenja Blažene Djevice Marije koju vodi župnik don Tomislav Ćubelić.
Osim crkve Blažene Djevice Marije u Srinjinama postoji još 7 crkvica: 
- Sv. Nikola stari u predjelu Vilar koji je izgrađen 1400. godine
- Sv. Nikola novi
- Crkva sv. Mihovila  u Srinjinama koji je izgrađen 1600. godine
- Crkva sv. Roka u Srinjinama postoje i temelji crkve Gospe od Zdravlja koja je napravljena 1680. godine a porušena za vrijeme Austro-Ugarske Monarhije te ju je bratovština Gospe od Zdravlja odlučila obnoviti i dala je izraditi novu bandiru po staroj koja je napravljena 1680.
- Crkva Svih Svetih u Tvrčićima.
- Kapelica blaženog Alojzija Stepinca izgrađena 2000. godine.
- Crkva sv. Andrije, nepokretno kulturno dobro

- Crkva sv. Nikole na Vilaru
- Sv. Nikola, novi

## Šport
U Srinjinama djeluje nogometni klub NK Poljičanin 1921.

## Vanjske poveznice
|  | Zajednički poslužitelj ima još gradiva o temi Srinjine |